# Hr.Ms. Vikingbank (1940)
De Hr.Ms. Vikingbank (FY 1781) was een Nederlandse hulpmijnenveger. Het schip was gebouwd als IJM 183 door de Britse scheepswerf Cochrane & Sons in Selby.
Na de overgave van Nederland in mei 1940 wist het schip te vluchten naar het Verenigd Koninkrijk, waar het schip nog datzelfde jaar werd gevorderd en omgebouwd tot hulpmijnenveger. Als mijnenveger voerde het schip veegoperaties uit in de Britse wateren. Het schip maakte deel uit van de 65ste mijnenvegergroep te Milford Haven, andere schepen bij deze groep waren de Hercules en Gerberdina Johanna. In de nacht van 24 op 25 december 1943 kwam het tot een treffen tussen de Vikingbank en een aantal Duitse TM-boten, waarbij geen slachtoffers vielen. Het schip werd in augustus 1944 uit dienst gesteld.
Het schip keerde in 1945 terug naar Nederland. In Nederland werd het schip toegevoegd aan de mijnendienst en gebruikt om munitie te dumpen. In 1946 werd het schip definitief uit dienst gesteld en teruggegeven aan de eigenaar